# Santarém (Portugália)
Santarém (sɐ̃tɐˈɾɐ̃j) város Portugáliában, a Tajo folyó jobb partján. Az azonos nevű kerület székhelye. A szűkebb város lakossága kb. 30 ezer fő volt 2012-ben. A város lakóit "escalabitanos" vagy "santarenos" néven hívják.

## Történelem
Az első emberi települések nyomai a régióban a Krisztus előtti évszázadokra nyúlnak vissza. Julius Caesar idejében fontos hivatali központ állt itt. A mórok számára egy erőd helye volt. Később a portugál királyok sokszor hívták itt össze a rendi gyűlést (cortes).
Xantarim Santa Iriáról kapta a nevét, a 7. században élt tomári apácáról, aki mártírhalált halt, amikor a Nabăo folyóba dobták. Állítólag itt, a Tajo partjainál jelent meg újra.

## Fő látnivalók
- A 14. századi Igreja da Graca-templom
- A 12. századi Igreja do Marvila-templom
- Igreja do Seminário-templom vagy Sé-katedrális (Sé Catedral)
- A 14. századi Igreja do Santissimo Milagre-templom
- Torre das Cabaças - a középkori városfalból megmaradt védelmi torony
- Castelo (vár) és Jardim das Portas do Sol (kert), amely a mór vár romjaira épült. A kertet a város középkori falai veszik körül, amelynek teraszáról nagyszerű kilátás nyílik.
- Museu Arqueológico (múzeum)
- Museu Diocesano de Santarem (múzeum)
- A város a bikaviadalok fontos helyszíne. Az aréna a város délnyugati csücskén van.

## Galéria

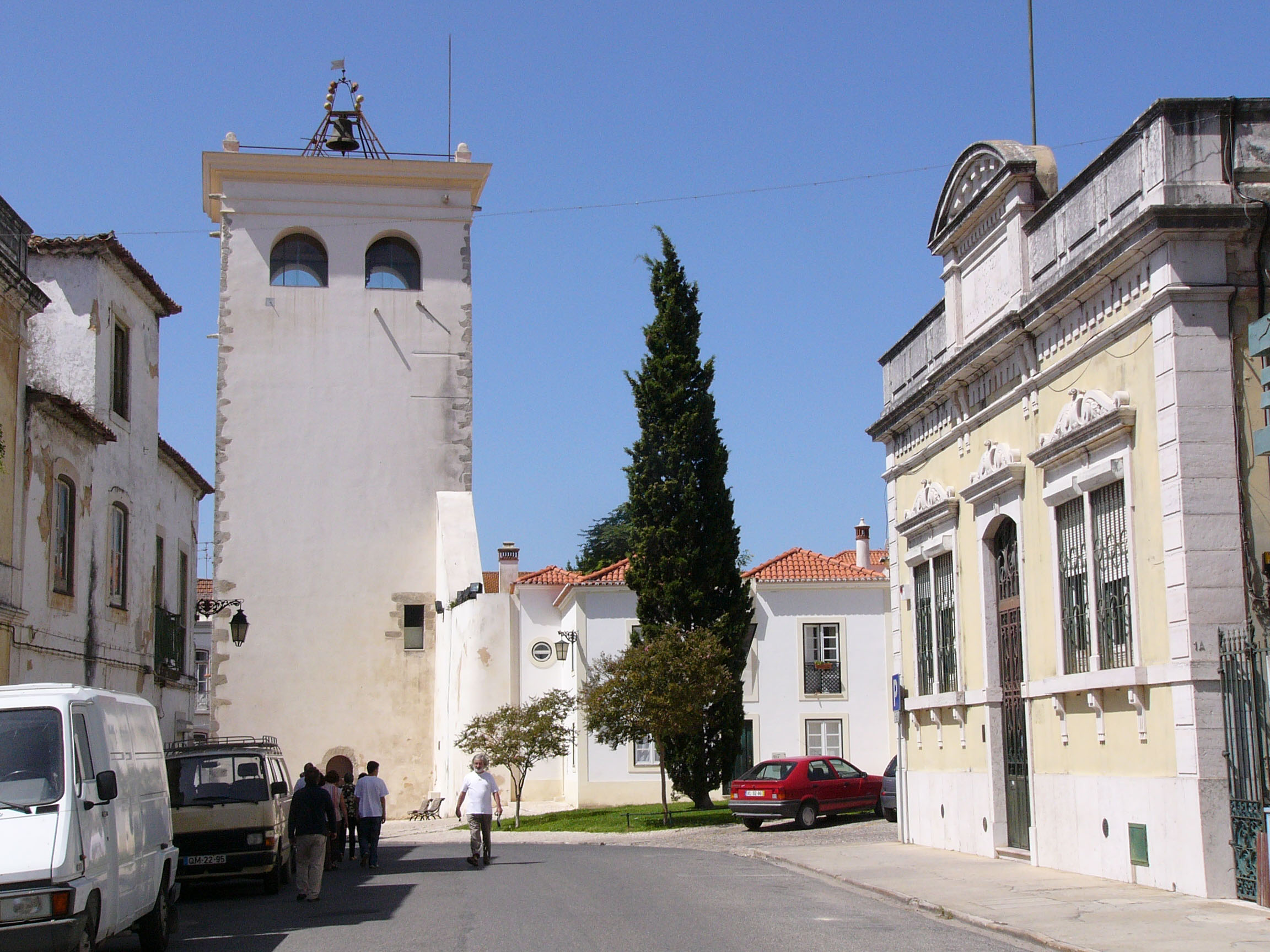
Torre das Cabaças
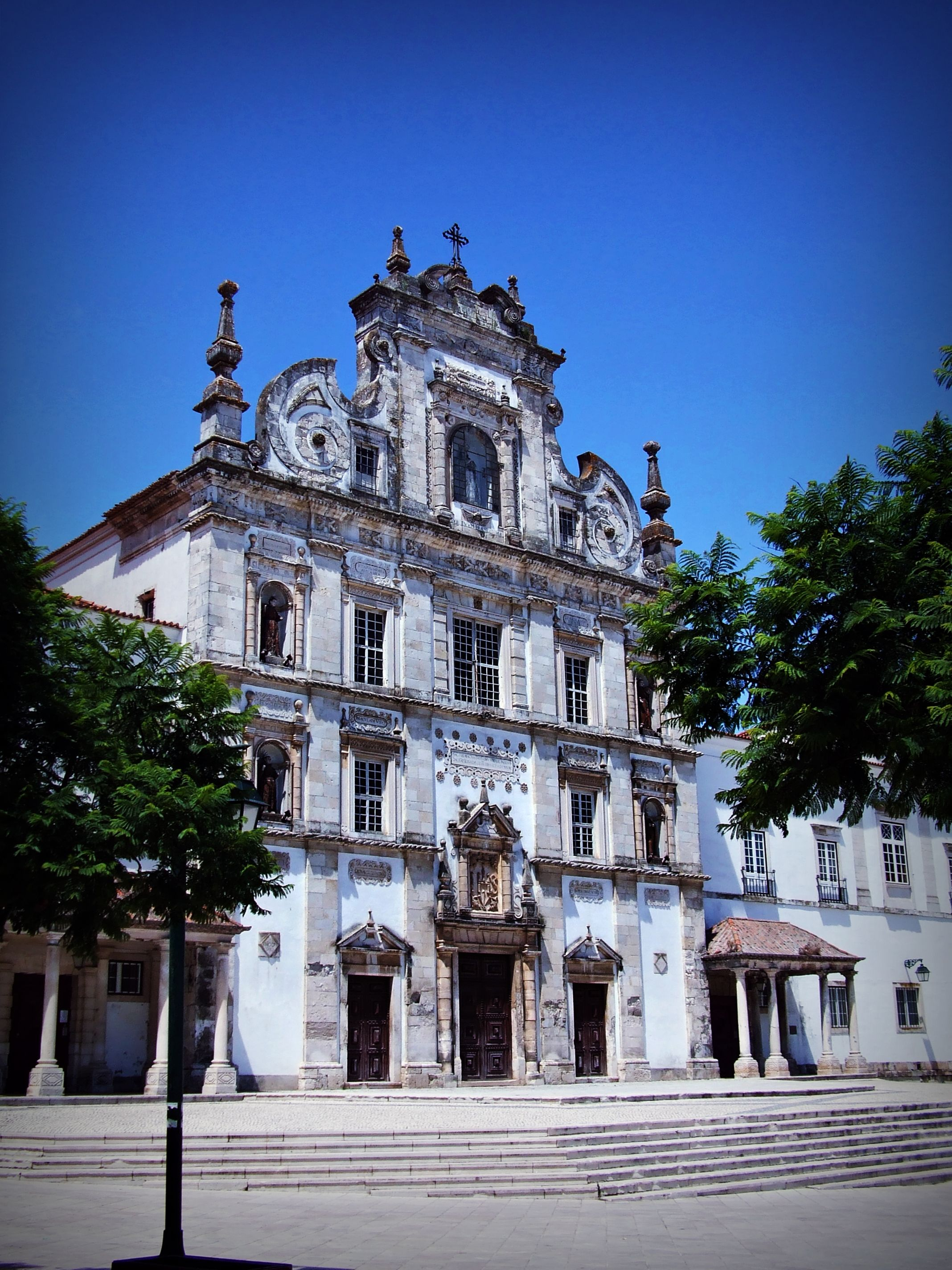
Sé-katedrális
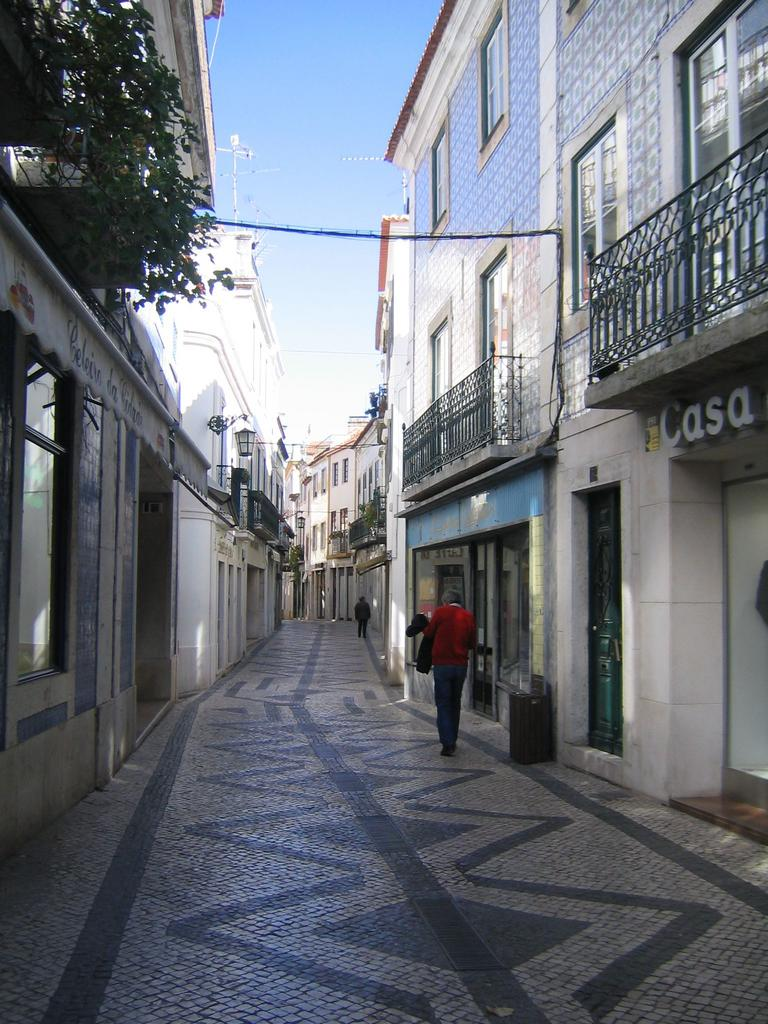
Óváros
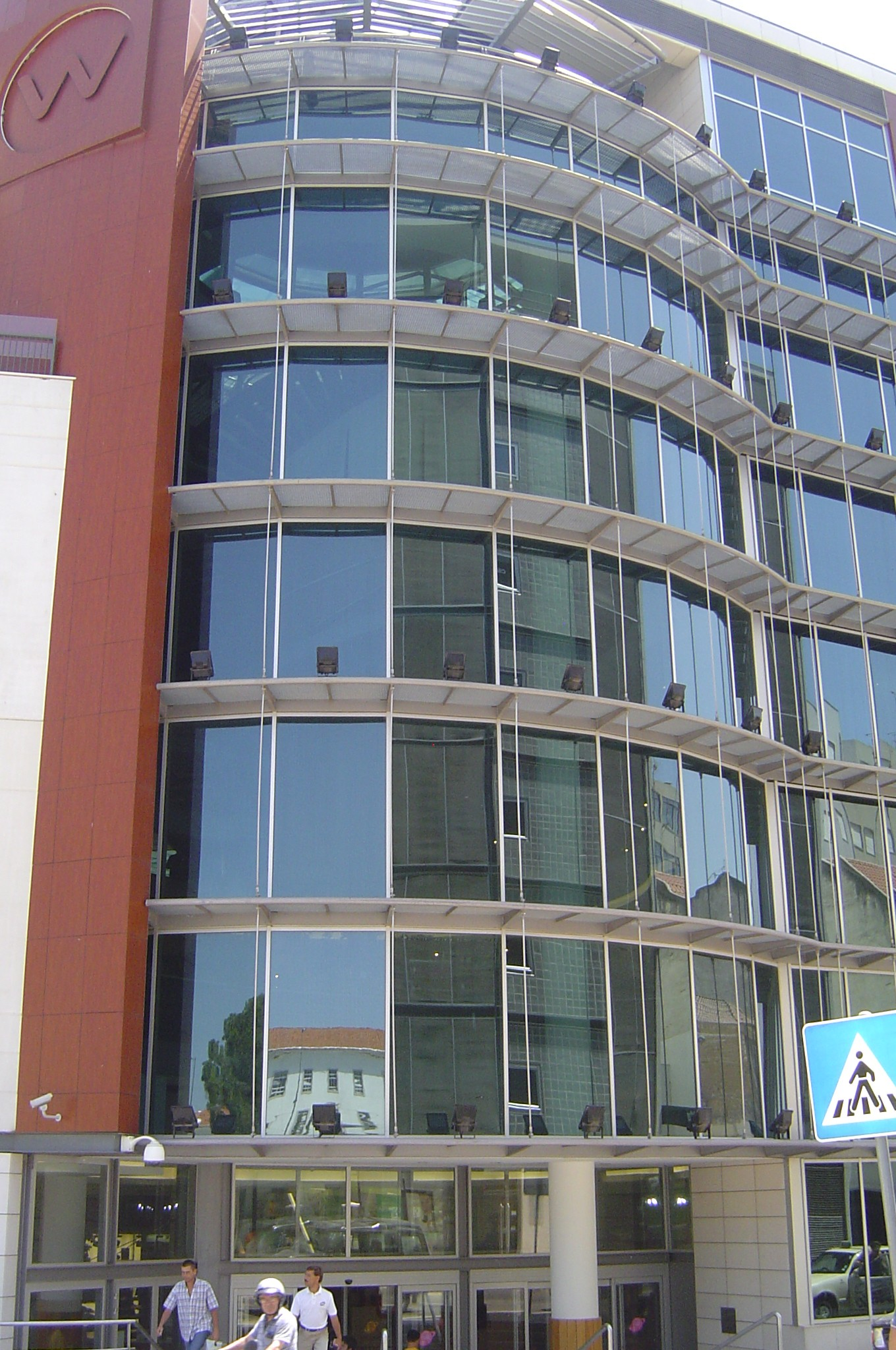
Bevásárlóközpont W Shopping
A Tajo folyó a Jardim das Portas do Sol-ból nézve
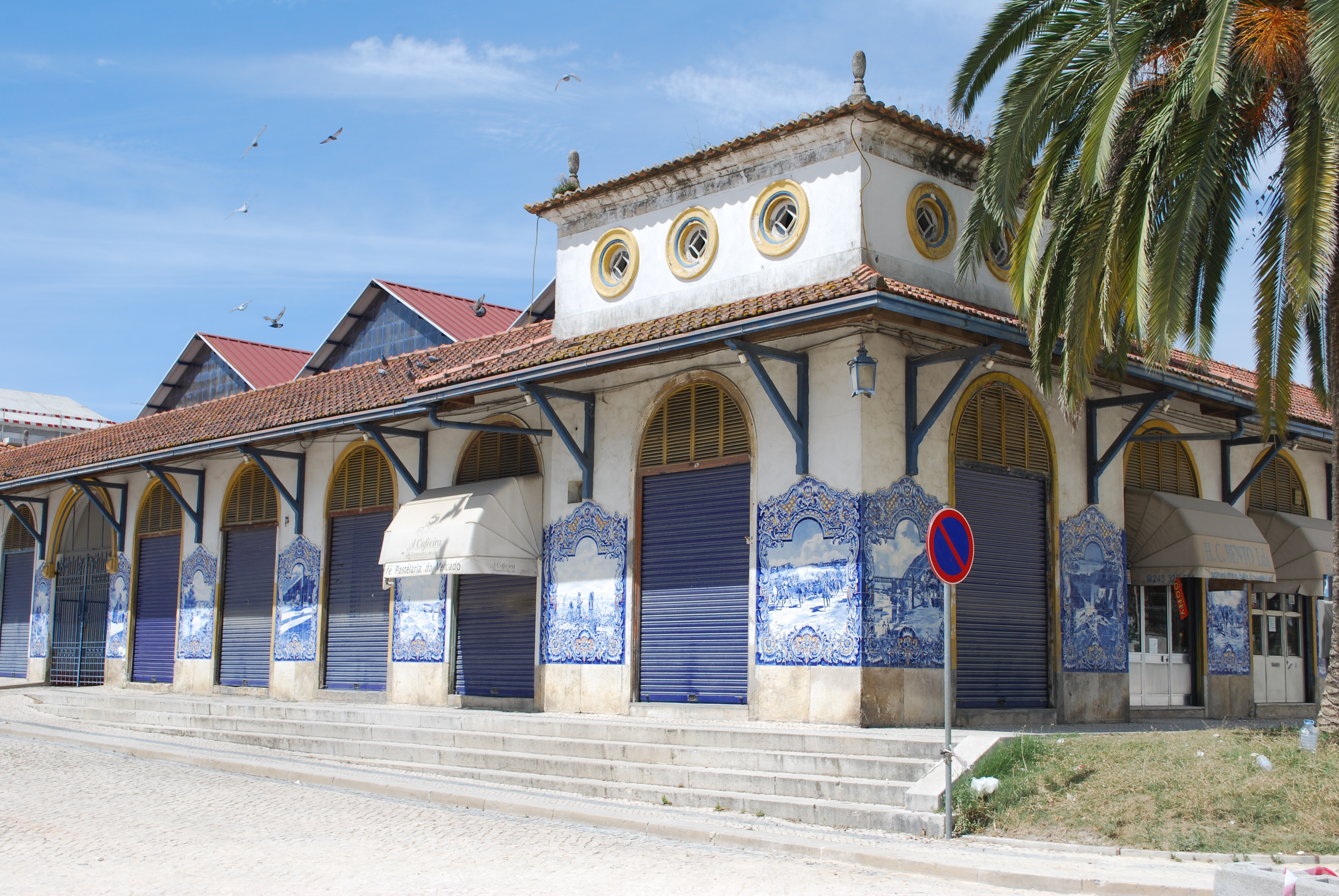
Mercado Municipal